# فرانسه در ۲۰۲۲
فرانسه در ۲۰۲۲ گاه‌شماری از مهم‌ترین رویدادها در سال ۲۰۲۲ در کشور فرانسه است.

## حاکمان
- رئیس‌جمهور - امانوئل مکرون (لا رپوبلیک آن مارش!)
- نخست‌وزیر - ژان کاستکس (لا رپوبلیک آن مارش!)
- دولت – دولت کاستکس

## رویدادها
رویدادهای کنونی - دنیاگیری کووید-۱۹ در فرانسه

### ژانویه تا مارس
- ۲۰ مارس - ۲۰۲۲ انتخابات مجمع منطقه ای والیس و فوتونا ، انتخابات شورای منطقه ای سنت بارتلمی ۲۰۲۲، انتخابات شورای منطقه ای سنت مارتین ۲۰۲۲، انتخابات قانونگذاری سن پیر و میکلون ۲۰۲۲[۱]

### آوریل
- انتخابات ریاست‌جمهوری فرانسه (۲۰۲۲)

### ژوئن
- انتخابات پارلمانی فرانسه ۲۰۲۲